# تشارلز سي. برايس
تشارلز سي. برايس (13 يوليو 1913 – 11 فبراير 2001). كان عالم كيمياء أمريكيًا ورئيس الجمعية الكيميائية الأمريكية (1965). ألقى دروسًا في جامعة إيلينوي في شيكاغو، وفي جامعة نوتردام وجامعة بنسلفانيا.
عرف بريادته في علم البوليمر. وشارك في تنظيم المؤتمر الأول لآلية التفاعل الكيميائي عام 1946. كان أيضًا محررًا وأحد مؤسسي مجلة «بوليمر ساينس» في عام 1946. درس عمليات البلمرة كجزء من برنامج المطاط الصناعي التابع للولايات المتحدة خلال الحرب العالمية الثانية، إذ حصل على براءة في اختراع المطاط الإسفنجي متعدد اليوريثان. ساهم في الكشف عن الأسلحة الكيميائية، وتطوير الكلوروكين كعلاج للملاريا، وعلاجات للسرطان.
في عام 1952، فاز برايس بالترشح للكونغرس الأمريكي عن الحزب الديمقراطي في الدائرة المؤتمرية الثالثة في ولاية إنديانا. كان عضوًا نشيطًا في جمعية الأصدقاء الدينية (الكويكرز). بوصفه عضوًا طويل الأجل في منظمة الفيدراليين المتحدين العالميين، نظم حملة من أجل نزع السلاح وإقامة حكومة عالمية تعاونية من خلال تعزيز دور الأمم المتحدة. كان سباق اليخوت أحد اهتماماته، وفاز بجوائز عدّة عن ذلك.

## تعليمه
ولد تشارلز كول برايس في 13 يوليو 1913، لأبيه ثورنتون والتون برايس، مهندس ميكانيكي، وهيلن ماروت فارلي، في مدينة باسيك بولاية نيوجيرسي. كان والداه أفرادًا من الكويكرز وتزوجا في اجتماع للجمعية في مدينة سوارثمور. كان تشارلز الأكبر بين خمسة أطفال. في سن السادسة، تعرضت يده اليمنى لحادث عن طريق صندوق صاعق تفجير ديناميت.
التحق برايس بكلية سوارثمور، وحصل على درجة البكالوريوس في الكيمياء مع مرتبة الشرف العالية، فاي بيتا كابا في عام 1934. تفوق في الرياضة وقاد فريق لعبة لاكروس في الجامعة.
حصل برايس على درجة الماجستير سنة 1935 والدكتوراه سنة 1936 جامعة هارفارد، حيث عمل مع لويس فيسر. تزوج من ماري إلما وايت في يونيو سنة 1936.

## مسيرته المهنية

### جامعة إلينوي في شيكاغو
أنجز برايس سنة من العمل بعد الدكتوراه في جامعة إلينوي في شيكاغو، حيث عمل مع روجر آدامز على مركب الغوسيبول. يشكل اهتمامه بالترابط الجزيئي وآليات التفاعلات الكيميائية أساسًا لحياته المهنية. كان عضوًا في هيئة التدريس بين عامي 1936 و1946، وأصبح أستاذًا مساعدًا في عام 1936، ومدرسًا سنة 1937، وأستاذًا مشاركًا في قسم الكيمياء عام 1942.
خلال الحرب العالمية الثانية، أجرى برايس أبحاثًا في عدة مجالات هامة. طور فحوصات لكشف مواد الحرب الكيميائية في الماء، وصنع معدات لإزالتها. عمل على تخليق المركب 4,7 ديكلوروكينولين واختبر الكلوروكين كبديل ممكن للكينين، الذي لم يعد متاحًا حينها لعلاج الملاريا. درس البوليمرات وعمليات البلمرة التي ينطوي عليها إنتاج المطاط الصناعي في إطار برنامج المطاط الصناعي التابع للولايات المتحدة، الذي سعى إلى الحصول على مصادر بديلة للمطاط الطبيعي غير المتاح.

### جامعة نوتردام
كان برايس أستاذًا ورئيس قسم الكيمياء في جامعة نوتردام بين عامي 1946 و1954. في نوتردام، نظم برايس وبول دوغاتي بارتليت المؤتمر الأول بشأن آليات التفاعل العضوي، الذي عقد في 3 سبتمبر 1946. مثل هذا المؤتمر النقطة التي بدأ عندها علماء الكيمياء العضوية الفيزيائية في الولايات المتحدة تعريف أنفسهم كأفراد ضمن مجالهم. وكان برايس شريكًا مؤسسًا لمجلة علم البوليمر في عام 1946، إلى جانب كل من بول إم. دوتي وهيرمان فرانسيس مارك. عمل أيضا في مجلس تحرير المجلة العلمية «التخليق العضوي» بين عامي 1946 و1954. حصل على جائزة الجمعية الكيميائية الأمريكية في الكيمياء البحتة عام 1946، لكونه أحد الشباب الواعدين، وكان عنوان الجائزة «بعض العوامل القطبية التي تؤثر على خواص المركبات غير المشبعة».